# Polygonatum vietnamicum
Polygonatum vietnamicum är en sparrisväxtart som beskrevs av L.I.Abramova. Polygonatum vietnamicum ingår i släktet ramsar, och familjen sparrisväxter.
Artens utbredningsområde är Vietnam. Inga underarter finns listade i Catalogue of Life.